# Анна Нєзнай
Анна Нєзнай (пол. Anna Nieznaj, 1979, Люблін), псевдонім «Кренберрі» — польська письменниця-фантастка та рецензентка журналу «Esensja». За професією вона є програмісткою, а за освітою вона математик. Анна Нєзнай є учасницею літературної групи Harda Horda. Письменниця одружена і має 2 дітей. Живе в Любліні.

## Творчість
Анна Нєзнай дебютувала в літературі в конкурсі, організованому дитячим журналом «Filipinka» в 1996 році. Вона публікує свої твори в періодичних виданнях, Інтернеті та антологіях. Також займається відбором і редакцією текстів для журналу «Esensja»; також пише статті до його публіцистичного відділу. На сторінках цього журналу опублікувала низку своїх оповідань та роман-фанфік до франшизи «Зоряні війни».
Перший офіційний роман письменниці «Помилка умовиводів» (пол. Błąd warunkowania) опублікований у 2014 році.
У 2018 році Анна Нєзнай брала участь у проєкті «Газети Виборчої» «Jutronauci».